# Złych czterech i pies Huckleberry
Złych czterech i pies Huckleberry (ang. The Good, the Bad and Huckleberry Hound) – amerykański pełnometrażowy film animowany z 1988 roku.

## Fabuła
Pies Huckleberry zostaje wybrany na szeryfa pewnego miasteczka na Dzikim Zachodzie, które zamieszkuje banda w czarnych kapeluszach zwana gangiem Daltona. Ich celem jest pozbawienie życie nowego stróża porządku. Pies Huckleberry opuszczony przez Misia Yogi, Bubu oraz Quick Drawa McGrawa spotyka i zakochuje się w indiańskiej księżniczce zwanej Kwiat Pustyni, następnie rozprawia się z lokalnymi rzezimieszkami.

## Obsada (głosy)
- Daws Butler –
  - Pies Huckleberry,
  - Miś Yogi,
  - Quick Draw McGraw,
  - Jonathan,
  - Babalui,
  - Snagglepuss,
  - Hokej,
  - Peter Potamus
- Don Messick –
  - Bubu,
  - Narrator
- Michael Bell – Stinky Dalton
- Pat Fraley – Finky Dalton
- Allan Melvin – 
  - Dinky Dalton,
  - Goryl Magilla

## Wersja polska
Opracowanie wersji polskiej: Start International Polska

Reżyseria: Ewa Złotowska

Dialogi polskie i teksty piosenek: Katarzyna Wojsz-Saaid

Dźwięk i montaż: Hanna Makowska

Kierownictwo muzyczne: Marek Klimczuk

Kierownik produkcji: Paweł Araszkiewicz

Udział wzięli:
- Aleksander Mikołajczak – Pies Huckleberry
- Marek Obertyn – Stinky
- Wojciech Paszkowski – Dinky
- Tomasz Bednarek – Finky
- Jacek Bończyk – Pinky
- Adam Bauman – Narrator
- Zbigniew Suszyński – Hokej
- Jacek Wolszczak – Baba Lui
- Jacek Kopczyński – Snag
- Zbigniew Konopka – Yogi
- Piotr Pręgowski – Bubu
- Olga Bończyk – Lulu
- Marek Frąckowiak – Wódz
- Iwona Rulewicz – Żona Wodza
- Stefan Knothe – Magilla
- Cynthia Kaszyńska – Kwiat Pustyni
- Paweł Iwanicki – Wierny Konik

i inni